# Дунайський лімес
Дунайський лімес (нім. Donaulimes) належить до римського військового кордону або лімесу, який лежить уздовж річки Дунай у сучасній німецькій землі Баварія, в Австрії, Словаччині, Угорщині, Хорватії, Сербії, Болгарії та Румунії.
Дунай не завжди або скрізь використовувався римлянами як військовий кордон, який у деяких місцях переміщувався на північ або на південь, відповідно до військових завоювань, але він у багатьох місцях підтримувався як досить постійна оборонна споруда протягом тривалого часу.
Кордон був зміцнений численними сторожовими вежами, таборами легіонів (castra) і фортами (castella). Через заболоченість і дендритність берегів Дунаю, не було споруджено жодних прикордонних валів, на відміну від Неккар-Оденвальдського лімесу в Німеччині. Каструми були побудовані в середині І ст. пізніше, за Траяна, каструми, які спочатку були оточені лише земляними валами, були обнесені кам'яними стінами.
Римська дорога, Дунайський шлях (лат. Via Istrum) було прокладено вздовж лімесу, який з'єднував станції, табори та форти аж до дельти Дунаю.
У 2021 році західна ділянка Дунайського лімесу була внесена до списку Світової спадщини ЮНЕСКО як частина об'єктів Світової спадщини «Кордони Римської імперії».

## Підрозділи
Через велику довжину цього кордону Дунайський лімес часто поділяють на такі підрозділи:
- Ретський лімес, лише ті елементи вздовж Дунаю враховуються як частина Дунайського лімесу.
- Норичний лімес
- Паннонський лімес (у Верхній і Нижній Паннонії)
- Мезійський лімес.

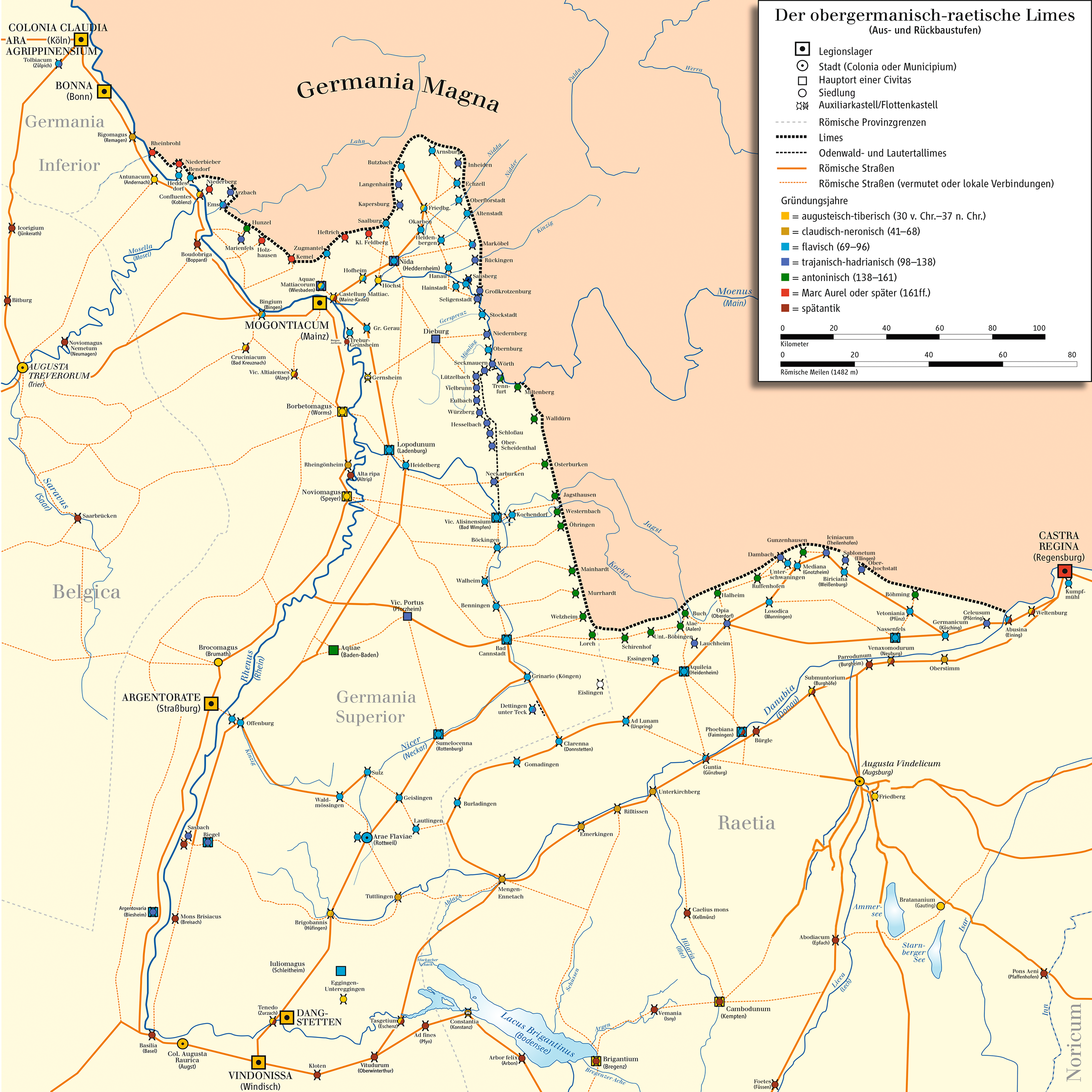
Верхньогермансько-реційський лімес між Рейном і Дунаєм
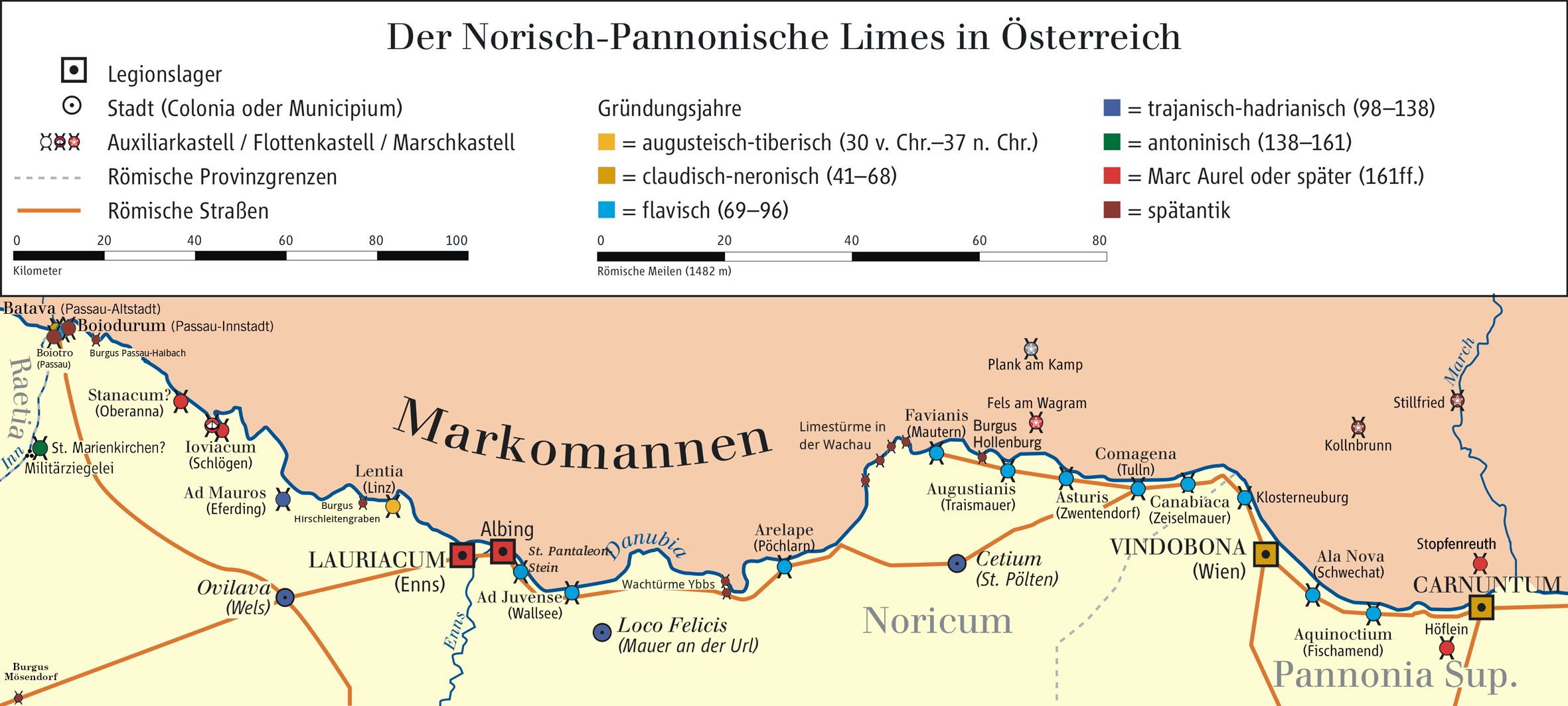
Норіко-паннонський лімес на території сучасної Австрії
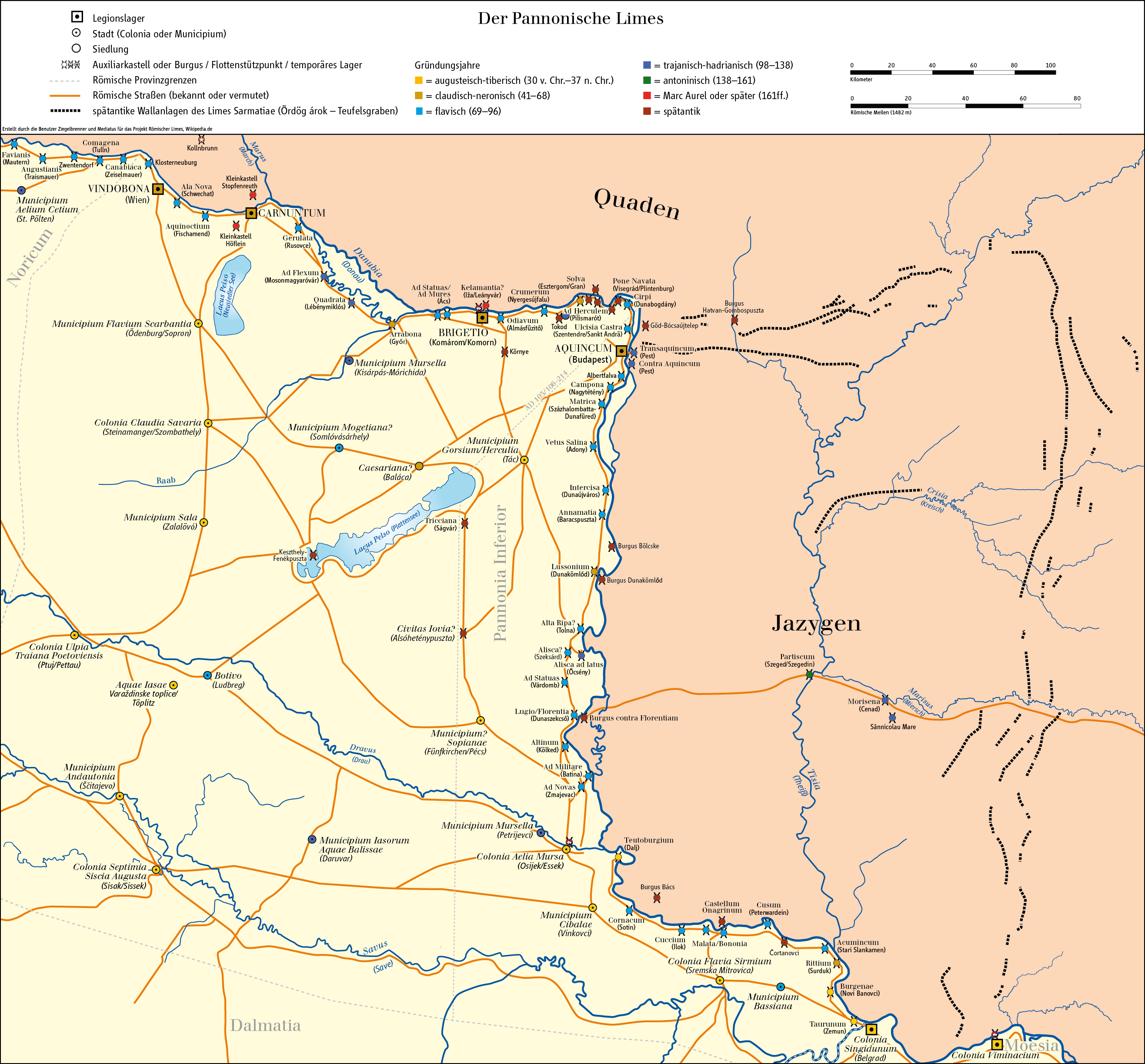
Паннонський лімес на території сучасної Словаччини, Угорщини, Хорватії та Сербії
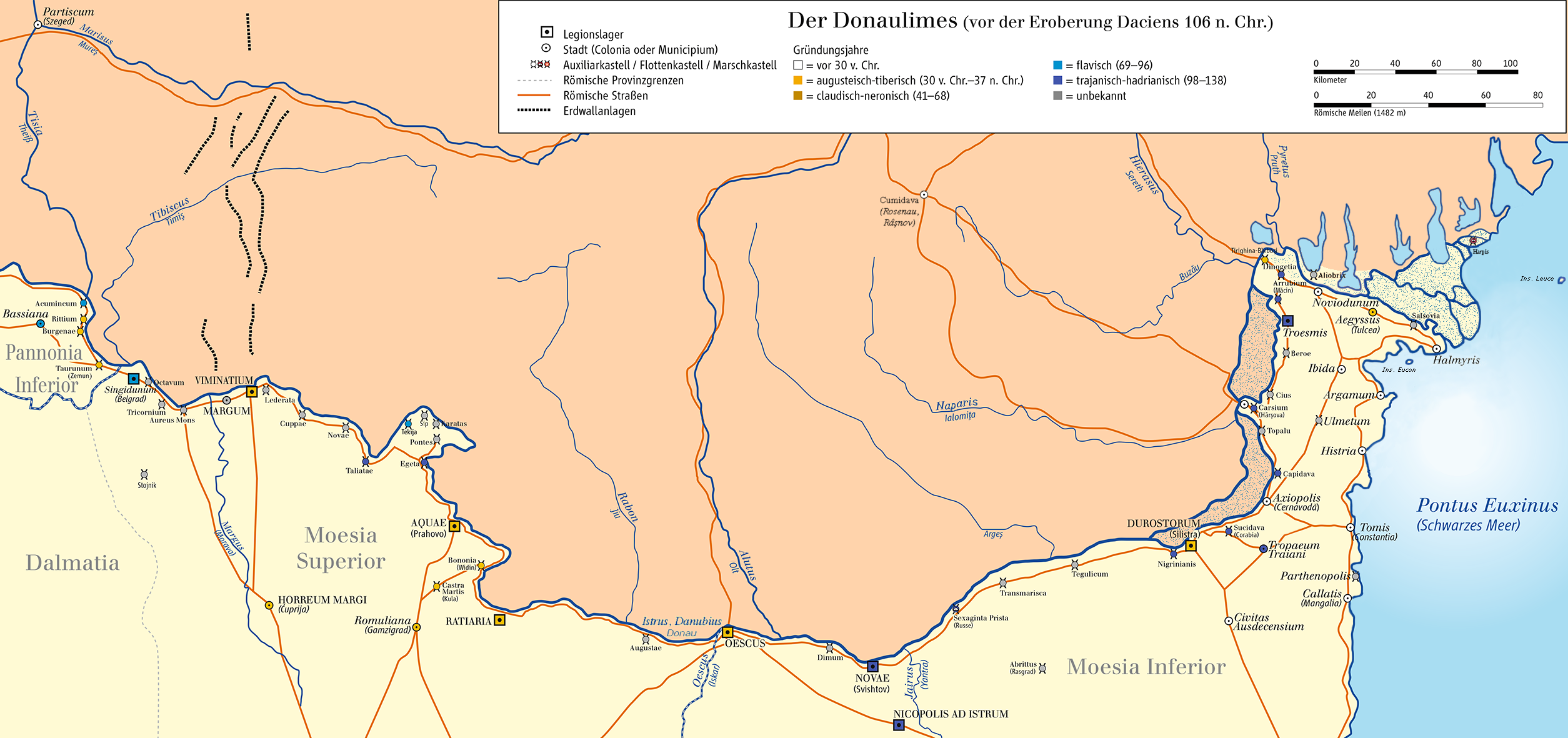
Знімок Мезійського лімесу — однієї з ділянок у сучасних Болгарії та Румунії

## Німеччина та Австрія

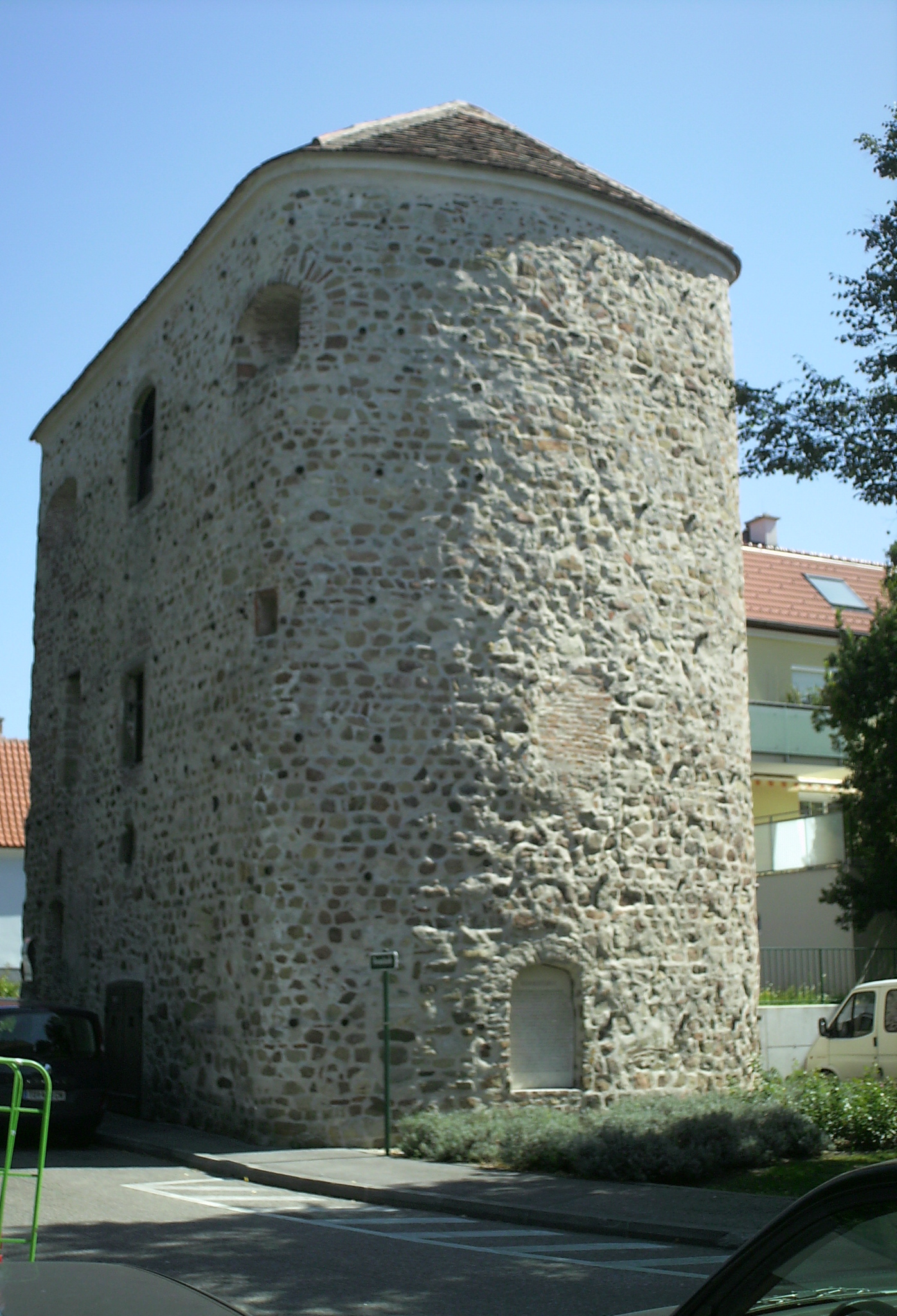
Вежа Зальц (Зальцтюрм) у Тульні, Нижня Австрія, колишня західна підковоподібна вежа (Hufeisenturm) у Комагені

Найдавнішим римським табором в Австрії був Карнунтум. За чотирнадцять кілометрів на захід неподалік від Шлегена (сьогодні в муніципалітеті Гайбах-об-дер-Донау) у Верхній Австрії був побудований допоміжний форт (Hilfskastelle). У той час лімеси йшли від Відня до Лінца приблизно за сучасною Вінер-штрасе (B 1).
Оскільки Дунай не завжди забезпечував належний захист, на його північних берегах були побудовані плацдарми проти маркоманів, наприклад, у Стілфріді або в Оберлайзер-Берзі. Однак вони були знову розчищені за сина Марка Аврелія Коммода, і семикілометрова «смуга смерті» була прокладена вздовж Дунаю.
Зростаюча кількість укріплень, які занепадали, були знову оновлені за імператора Валентиніана I (364—375) і модернізовані відповідно до новітньої військової тактики. Були потовщені стіни, оновлені оборонні рови. Крім того, уздовж стін були побудовані вежі, наприклад, сторожова вежа, виявлена поблизу Оберранни в 1960 році. Ці укріплення проіснували лише ще сто років до падіння Римської імперії. 488 року була очищена земля нинішньої Австрії. Римські укріплення вздовж нижньої течії Дунаю були знову капітально відремонтовані, особливо за Анастасія I та Юстиніана I. Вони нарешті стали  нагоді під час балканських походів Маврикія, його наступника Фоки, як основа для більших військових операцій, а деякі з них підтримувалися у провінції Мезія Секунда до навали булгар у 679 році.
Кілька оборонних веж збереглися у Бахарнсдорф, Нижня Австрія, у Маутерні (Фавіаніс) і у Трайсмауер (Августіана). У Тульні та Цейзельмауері також збереглися рештки. У Курнберзькому лісі поблизу Лінца є залишки сторожової вежі римського періоду.
Табори легіонів були створені в
- Лауріакум (Енс)
- ? (Альбінг)
- Віндобона (Відень)
- Карнунтум

Табори (castra) і форти (castella) в Австрії із заходу на схід:
- Станакум (Енгельгарцель)
- Іовакум (Шлеген)
- Ад Маурос (Ефердінг)
- Лентія (Лінц)
- Ад Лювензе (Валльзеє)
- Арелапе (Пехларн)
- Намаре (Мельк)
- Фавіаніс (Маутерн)
- Барбарікум (Фельс-ам-Ваграм — на північ від Дунаю)
- Августіаніс (Трайсмауер)
- Астуріс (Цвентендорф)
- Комагена (Тульн)
- Каннабіака (Цайзельмауер)
- Арріаніс/Астуріс (Клостернойбург)
- Ала Нова (Швехат)
- ? (Мікулов — Чехіен)
- Еквінокцій (Фішаменд)
- Римський форт Гефлайн (Гефлайн)
- Римський форт Стопфенройт (Енгельгартштеттен)

## Нижня Паннонія

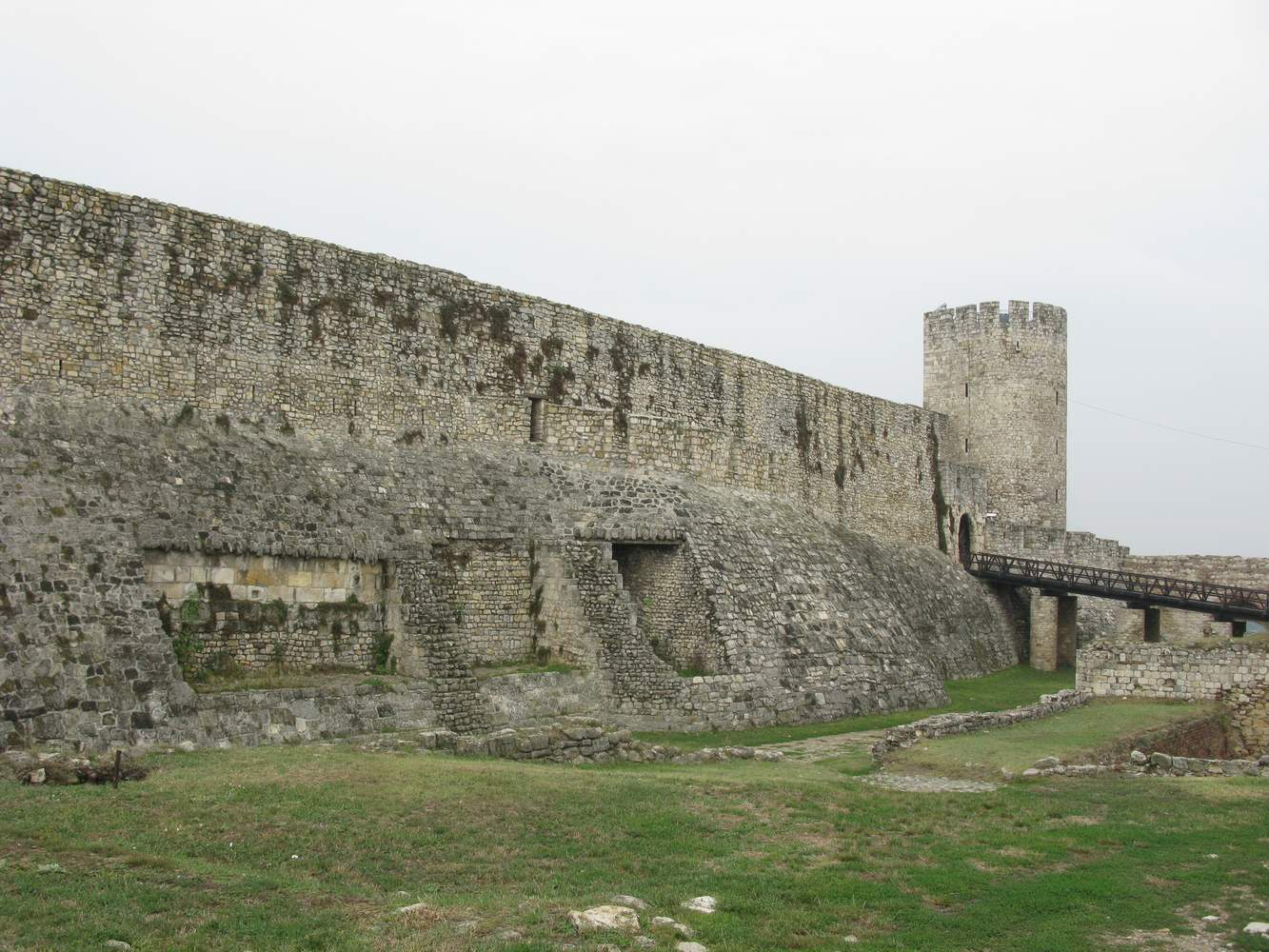
Залишки каструму в Белградській фортеці

У 103 році нашої ери імператор Траян розділив провінцію Паннонію на дві частини: Паннонію Верхню та Паннонію Нижню. Провінція Нижня Паннонія пролягала вздовж східного берега Дунаю, сьогодні входить до складу Угорщини, Сербії, Хорватії та Боснії і Герцеговини. По обидва боки Дунаю, крім римських фортів, гарнізонів і баз, були побудовані колонії та міста. Деякі з найбільш помітних були:
- Транзаквінкум, Контра Аквінкум (Пешт)
- Матрица (Сазхаломбатта)
- Ветус Саліна (Адонія)
- Інтерціза (Дунауйварош)
- Люсоніум (Пакш)
- Аліска ад лятус (Очени)
- Ад Статуас (Вардомб)
- Луджо/Флоренція (Дунашекчо)
- Альтінум (Келькед)
- Ад Мілітаре (Батина)
- Ад Новас (Змаєваць)
- Колонія Елія Мурза (Осієк)
- Тевтобург (Даль)
- Куккіум (Ілок)
- Кузум (Петроварадин)
- Бургене (Нові Бановці)
- Колонія Сінгідунум (Белград)

## Нижній Дунай

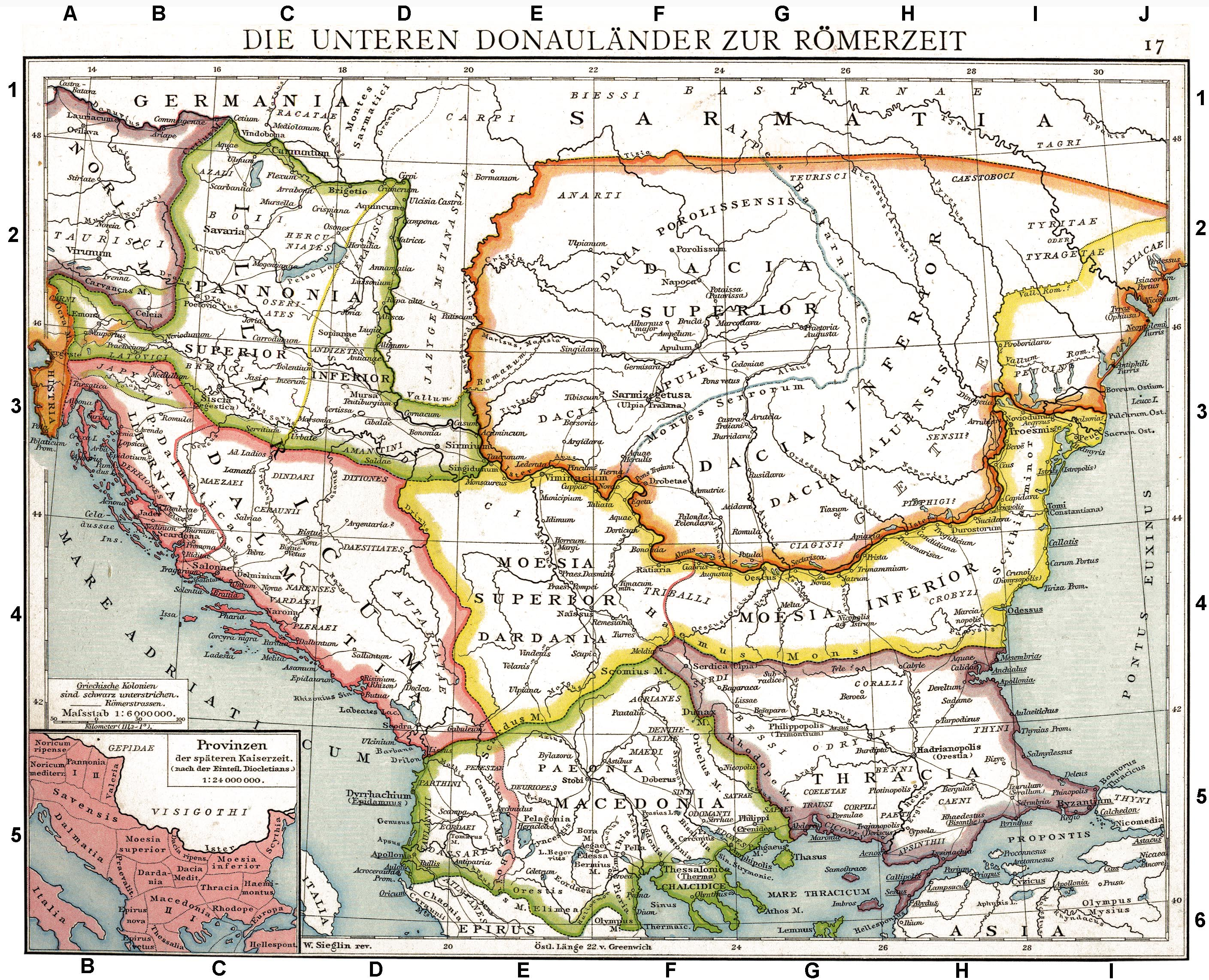
Римські провінції вздовж Дунаю

Нижньодунайський лімес і Північні Балкани в VI ст. Зображені провінції, великі населені пункти та військові шляхи

На Нижньому Дунаї, між сучасними Болгарією та Румунією, за імператора Тиберія в І столітті нашої ери на болгарському березі річки була побудована Нижньодунайська дорога.
По обидва боки Дунаю були побудовані римські табори, менші гарнізони та сторожові вежі. Будувалися також цивільні поселення, переважно для ветеранів та колишніх легіонерів. Наступні римські гарнізони були першими, які були засновані упродовж 1 століття на Нижньому Дунаї:
- Августи (біля с. Хирлець)
- Валеріана (біля с. Долішній Вадин)
- Вар'яна (біля с. Лесковець)
- Альмус (поблизу м. Лом)
- Регіанум (поблизу м. Козлодуй)
- Сексагінта Пріста (поблизу м. Русе)
- Доросторум (поблизу м. Сілістра)
- Раціарія (поблизу м. Арчар)
- Нове (поблизу м. Свиштова)
- Вімінаціум
- Сінгідун (Белград)
- Ескус